# Francis Wolff (photographe)
Pour les articles homonymes, voir Francis Wolff et Wolff.
Francis Wolff est un photographe et producteur musical américain de jazz. Il est le cofondateur du célèbre label américain de jazz, Blue Note Records. Il est connu pour ses photographies utilisées sur les couvertures des albums de ce label.

## Biographie
Francis Wolff naît et grandit en Allemagne, d'un père professeur de mathématiques et d'une mère qui lui transmet son goût pour la culture. Venu assister à un concert du pianiste Sam Wooding avec son ami d'enfance Alfred Lion, il se découvre une passion pour le jazz. En 1928, alors qu'Alfred Lion choisit de s'installer à New York pour faire carrière dans le milieu du jazz, Wolff reste à Berlin où il entame une carrière de photographe professionnel. 

Logo du label Blue Note.

Lion fonde en 1939 le label de jazz Blue Note Records. Cette année-là se déclenche en Europe la Seconde Guerre mondiale, ses racines juives et son travail d'artiste sont alors difficilement compatibles avec la politique hitlérienne et Wolff émigre par bateau aux États-Unis. Il occupe dans un premier temps le poste de photographe assistant puis rejoint son ami Lion qui s'occupe de la sélection musicale de Blue Note et s’emploie à développer l'aspect commercial du label. 
L'engagement militaire de Lion au cours de la guerre dure deux ans, Wolff travaille pour le producteur Milt Gabler au Commodore Music Store et ensemble ils maintiennent les 27 enregistrements du catalogue du jeune label jusqu'à ce que Lion soit dégagé de ses obligations militaires en 1943. Le label reprend ses séances d'enregistrement en novembre 1943.
Au cours des séances d'enregistrement studio il s'adonne souvent à la photographie dans un objectif d'archivage et de documentation historique des sessions du label. Wolff prend des photographies le plus souvent lors des répétitions de la séance. Elles ont été exploités pour une fonction publicitaire et sur les pochettes des albums LP puis plus tard sur les rééditions au format CD. Ses photographies prennent de l'importance avec l'arrivée en 1956 du designer Reid Miles qui utilise de façon judicieuse les clichés en noir et blanc pris par Wolff. Miles travaille pour le label jusqu'en 1967 sur près de 500 couvertures offrant par sa technique une caractéristique distinctive propre à ce label. 
Reid Miles et Alfred Lion choisissent de quitter le label en 1967 tandis que Francis Wolff reste jusqu'à sa mort qui survient le 8 mars 1971 par une attaque cardiaque. 
Francis Wolff est considéré comme l'un des principaux photographes de jazz,. Son travail est longtemps resté méconnu du grand public ; la publication en 1995 d'un ouvrage intitulé The Blue Note Years: The Jazz Photography of Francis Wolff, une compilation de ses principales photographies pour le label contribue à faire connaître davantage son œuvre.